# Şin
Şin è un comune dell'Azerbaigian situato nel distretto di Şəki. Conta una popolazione di 1 432 abitanti.